# Сельское поселение Приморский
Сельское поселение Приморский — муниципальное образование в Ставропольском районе Самарской области.
Административный центр — посёлок Приморский.

## История
Статус и границы сельского поселения установлены Законом Самарской области от 28 февраля 2005 года № 67-ГД «Об образовании сельских поселений в пределах муниципального района Ставропольский Самарской области, наделении их соответствующим статусом и установлении их границ».

## Население
| 2010  | 2012  | 2013  | 2014  | 2015  | 2016  |
| ----- | ----- | ----- | ----- | ----- | ----- |
| 1348  | ↗1494 | ↗1713 | ↗1846 | ↗2016 | ↗2180 |
| 2017  | 2018  | 2019  | 2020  | 2021  |       |
| ↗2317 | ↗2368 | ↗2511 | ↗2598 | ↗2637 |       |

## Состав сельского поселения
В состав сельского поселения Приморский входит 1 населённый пункт:
- посёлок Приморский.